# Charles Davenport
Charles Davenport (Stamford, 1º giugno 1866 – Cold Spring Harbor, 18 febbraio 1944) è stato un biologo ed eugenetista statunitense, tra i fondatori della rivista di statistica Biometrika.

## Biografia
Davenport nacque a Stamford, Connecticut. Frequentò l'Università Harvard dove conseguì un PhD in biologia nel 1892. Si sposò nel 1894. Divenne istruttore di zoologia, sempre alla Harvard.
Con i suoi lavori, Davenport divenne noto come uno dei principali biologi statunitensi del suo periodo, pioniere nei tentativi di sviluppare degli standard quantitativi di tassonomia. Davenport ebbe un enorme rispetto per l'approccio biometrico all'evoluzione introdotto da Francis Galton e Karl Pearson, e fece parte del comitato editoriale del giornale di Pearson, Biometrika. Comunque, dopo la "riscoperta" delle leggi dell'ereditarietà di Gregor Mendel, divenne un fedele adepto ed un importante partecipante alla scuole Mendeliana di genetica.
Davenport divenne direttore del Cold Spring Harbor Laboratory nel 1910, dove fondò l'Eugenics Record Office. Egli iniziò a studiare l'ereditarietà umana, e gran parte dei suoi sforzi vennero in seguito rivolti alla promozione dell'eugenetica. Un suo libro del 1911, Heredity in Relation to Eugenics, fu un lavoro importante nella storia dell'eugenetica statunitense.
Davenport, assieme ad un assistente, tentò anche di sviluppare un approfondito approccio quantitativo alla questione della mescolanza razziale (o miscegenazione), o, per dirla con le sue parole, dell'"incrocio razziale" negli umani. Il lavoro che ne scaturì Race Crossing in Jamaica, pubblicato nel 1929, intendeva dare prove statistiche dei pericoli della mescolanza tra bianche e neri. Oggi viene considerata un'opera di razzismo scientifico, e venne criticata ai suoi tempi per essere giunta a conclusioni che andavano ben oltre (e talvolta contro) i dati che presentava.
Charles Davenport morì il 18 febbraio 1944 a Cold Spring Harbor.